# 김광태 (법조인)
김광태(金光泰, 1961년 ~ )는 대한민국의 법조인이다.

## 생애
1961년 광주광역시에서 태어나 전주고등학교와 서울대학교 법학과를 졸업하고 제25회 사법시험에 수석으로 합격해 제15기 사법연수원과 군 법무관을 마치고 1989년 3월 서울민사지방법원 판사에 임용되었다. 이후 1991년 2월에 서울형사지방법원, 1993년 3월 청주지방법원, 1994년 7월 대전지방법원 강경지원, 1995년 3월 대전고등법원 판사에 재직하다가 1996년 3월에 인천지방법원 부장판사에 임명되었다. 1997년 2월 서울고등법원으로 전보되어 재직하다 1997년 3월에 법원행정처 기획조정실 법무담당관실에서 잠시 재직하다 1999년 3월 서울고등법원, 2000년 7월 제주지방법원, 2002년 2월 대법원, 2004년 2월 서울동부지방법원, 2006년 2월 서울중앙지방법원, 2008년 2월 부산고등법원으로 전보되어 부장판사에 재직하면서 재판장을 맡았다. 그러다가 2009년 5월 양형위원회 상임위원으로 임명되어 살인죄 등 16개 범죄에 대한 양형기준을 마련하였으며 2011년 2월 서울고등법원 부장판사로 돌아와 재판을 맡다가 2016년 2월에 법원장으로 승진하여 제39대 광주지방법원 법원장에 임명되면서 제26대 광주광역시선거관리위원회 위원장을 겸직하였다.
광주지방법원에서 법원장으로 재직하던 2017년 11월 23일에 대법관 후보추천위원회에서 김선수 변호사, 민유숙 서울고등법원 부장판사 등과 함께 대법관 제청대상 후보자에 선정되었다.
법원장으로 2년 재직하다 2018년 2월 법원 정기인사에서 서울고등법원 부장판사에 복귀하여 재판 현업을 맡고 있다.
서울고등법원에서 재직할 때 김광태는 건설전담재판부 재판장을 역임하면서 건설소송연구회 회장을 맡았으며, 도급인의 요구에 따라 수급인이 감액 수정세금계산서를 발급한 사건에서 공사대금감액의 효력을 부정하는 판결을 했다.